# Hieronymus von Clary und Aldringen

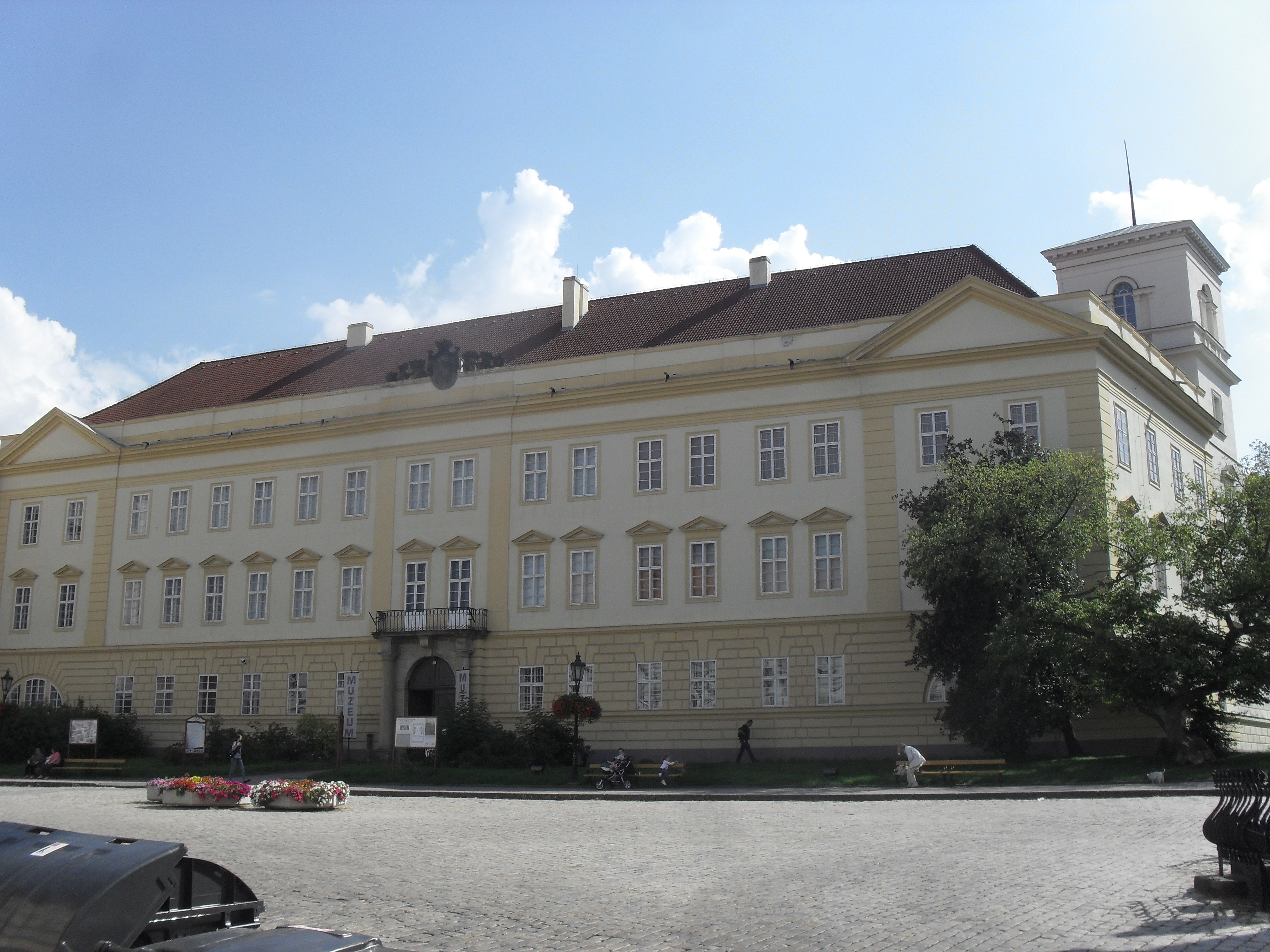
Kasteel Teplitz (van 1634 tot 1945 in bezit van de familie)

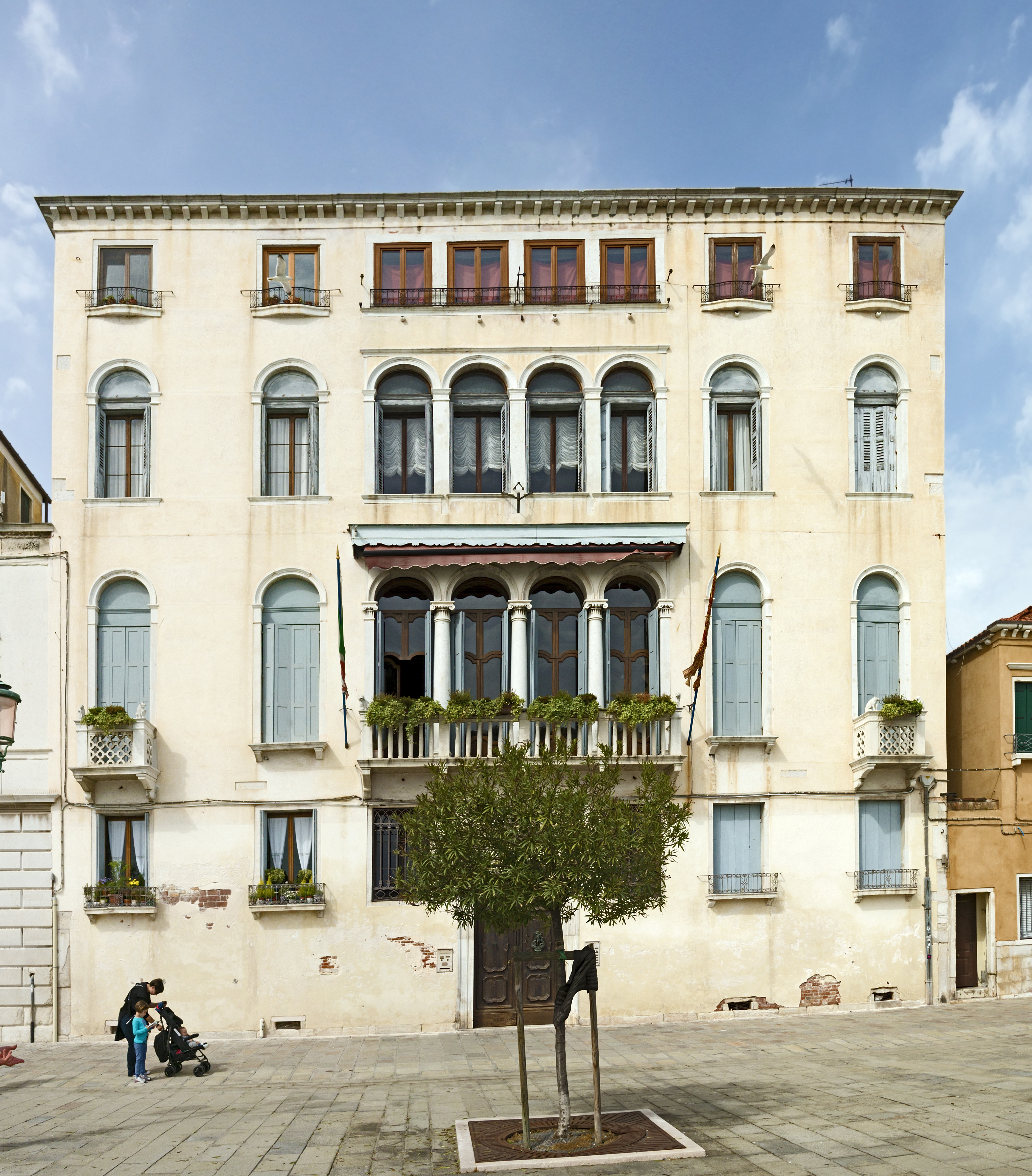
Palazzo Clary

Hieronymus Maria Alfons Hans Ulrich Siegfried Josef Antonio vorst von Clary und Aldringen (Teplitz, 25 maart 1944) is sinds 1 maart 2007 (titulair) 9e vorst (Duits: Fürst) en hoofd van het huis Von Clary und Aldringen; hij draagt sindsdien het predicaat Zijne Doorluchtigheid.

## Biografie
Clary is een zoon van Marcus von Clary und Aldringen, 8e vorst von Clary und Aldringen (1919-2007) en diens eerste echtgenote Paula Gräfin Schaffgotsch genannt Semperfrei von und zu Kynast und Greiffenstein, Freiin zu Trachenberg (1920-2006). Hij werd geboren in het Noord-Boheemse Teplitz waar een van de stamsloten van het geslacht was gelegen en dat na de Tweede Wereldoorlog werd onteigend. Hij studeerde rechten en werd zaakvoerder. Hij trouwde in 1980 met Tamara von Flemming (1957), uit het grafelijke huis Flemming, met wie hij vijf kinderen kreeg, onder wie de vermoedelijke opvolger als chef de famille en vorst, Johannes Graf von Clary und Aldringen (1981).
Clary is als hoofd van het huis onder andere bewoner van het Venetiaanse Palazzo Clary.
Clary is Ere- en devotieridder van de soevereine Orde van Malta, zijn vrouw  Ere- en devotiedame in die orde; zij is ook Sterrenkruisdame.